# الطائرات في بريشيا
الطائرات في بريشيا (بالألمانية: Die Aeroplane in Brescia) قصة قصيرة ألمانية من تأليف الكاتب التشيكي فرانز كافكا، نشرت للمرة الأولى في سبتمبر 1909 بشكل مختصر قليلاً في صحيفة «بوهيميا» (Bohemia). القصة تصف عرض جوي في المدينة الإيطالية بريشيا كان كافكا قد شاهده مع صديقيه ماكس برود وأخيه أوتو في رحلتهم إلى إيطاليا. يذكر كافكا في القصة مشاهدة لويس بلايريو الطيار الفرنسي الشهير هناك. تظهر القصة بوضوح افتتان كافكا بالعرض الجوي، كما أنها تعتبر أول وصف للطائرات في الأدب الألماني.

## وصلات خارجية
| - الطائرات في بريشيا، على ويكي مصدر الألمانية. - الطائرات في بريشيا، على كتب جوجل. - الطائرات في بريشيا، على الفهرس العالمي. | - الطائرات في بريشيا، على AbeBooks. - الطائرات في بريشيا، على جود ريدز. |